# Conclave de 1721
El conclave de 1721, convocat després de la mort de Climent XI, va ser el conclave que va triar al Papat el cardenal Michelangelo de 'Conti, que va prendre el nom d'Innocenci XIII.

## Composició del Col·legi Cardenalici

### Participants
Climent XI va morir el 19 de març de 1721, en el vintè-primer any del seu pontificat a l'edat de 71 anys. En el moment de la seva mort havia seixanta-vuit cardenals al Sacre Col·legi. Cinquanta-sis d'ells van participar en el conclave posterior, però Giovanni Battista Salerni va haver de deixar-ho a causa d'una malaltia, deixant cinquanta-cinc electors en la votació final:
- Sebastiano Antonio Tanara (creat cardenal el 12 de desembre de 1695) – Cardenal bisbe d'Òstia i Velletri; Degà del Sacre Col·legi de Cardenals; Prefecte de la Sagrada Congregació de Cerimònies; Prefecte de la Sagrada Congregació d'Immunitats eclesiàstiques
- Vincenzo Maria Orsini, O.P. (22 de febrer de 1672) – Cardenal bisbe de Porto e Santa Rufina; Sotsdegà del Sacre Col·legi de Cardenals; Administrador de Benevent
- Francesco del Giudice (13 de febrer de 1690) – Cardenal bisbe de Frascati; Administrador de Monreale; Secretaride la Suprema S.C. de l'Inquisició Romana i Universal; Cardenal protector del Regne de Sicília
- Fabrizio Paolucci (22 de juliol de 1697) – Cardenal bisbe d'Albano; Cardenal Secretari d'Estat; Gran penitencier; Prefecte de la Sagrada Congregació de Ritus
- Francesco Pignatelli, Theat. (17 de desembre de 1703) – Cardenal bisbe de Sabina; Arquebisbe de Nàpols
- Francesco Barberini (13 de novembre de 1690) – Cardenal bisbe de Palestrina
- Jacopo Boncompagni (12 de desembre de 1695) – Cardenal prevere de S. Maria in Via; Arquebisbe de Bolonya
- Giuseppe Sacripanti (12 de desembre de 1695) – Cardenal prevere de S. Prassede; Prefecte de la S.C. per a la Propagació de la Fe; Pro-Datari de Sa Santedat
- Giorgio Cornaro (22 de juliol de 1697) – Cardenal prevere de SS. XII Apostoli;  Arquebisbe de Padua
- Lorenzo Corsini (17 de maig de 1706) – Cardenal prevere de S. Pietro in Vincoli; Prefecte del Suprem Tribunal de la Signatura Apostòlica de Justícia; Cardenal protector dels Ordes Franciscans i Servites
- Francesco Acquaviva d'Aragona (17 de maig de 1706) – Cardenal prevere de S. Cecilia; Cardenal protector del Regne d'Espanya
- Tommaso Ruffo (17 de maig de 1706) – Cardenal prevere de S. Maria in Trastevere; Arquebisbe de Ferrara
- Orazio Filippo Spada (17 de maig de 1706) – Cardenal prevere de S. Onofrio; arquebisbe d'Osimo
- Filippo Antonio Gualterio (17 de maig de 1706) – Cardenal prevere de S. Crisogono; Cardenal-protector d'Anglaterra i Escòcia
- Giuseppe Vallemani (17 de maig de 1706) – Cardenal prevere de S. Maria degli Angelli alla Terme
- Giandomenico Parraciani (17 de maig de 1706) – Cardenal prevere de S. Anastasia; Vicari General de Roma
- Carlo Agostino Fabroni (17 de maig de 1706) – Cardenal prevere de S. Agostino; Prefecte de la Sagrada Congregació de l'Índex
- Pietro Priuli (17 de maig de 1706) – Cardenal prevere de S. Marco; bisbe de Bèrgam
- Michelangelo de' Conti (7 de juny de 1706) – Cardenal prevere de SS. Quirico e Giulitta; Cardenal protector delRegne de Portugal; escollit papa sota el nom d'Innocenci XIII
- Ulisse Giuseppe Gozzadini (15 d'abril de 1709) – Cardenal prevere de S. Croce in Gerusalemme; arquebisbe d'Imola
- Ludovico Picco della Mirandola (18 de maig de 1712) – Cardenal prevere de S. Silvestro in Capite; Arquebisbe de Senigallia
- Givanantonio Davia (18 de maig de 1712) – Cardenal prevere de S. Callisto; Arquebisbe de Rimini
- Agostino Cusani (18 de maig de 1712) – Cardenal prevere de S. Maria del Popolo; Arquebisbe de Pavia
- Giulio Piazza (18 de maig de 1712) – Cardenal prevere de S. Lorenzo in Panisperna; Arquebisbe de Faenza
- Antonio Felice Zondadari (18 de maig de 1712) – Cardenal prevere de S. Balbina
- Giovanni Battista Bussi (18 de maig de 1712) – Cardenal prevere de S. Maria in Aracoeli; Arquebisbe d'Ancona
- Pier Marcellino Corradini (18 de maig de 1712) – Cardenal prevere de S. Giovanni a Porta Latina; Prefecte de la Sagrada Congregació del Concili Tridentí
- Armand-Gaston de Rohan-Soubise (18 de maig de 1712) – Cardenal prevere [sense títol assignat]; bisbe d'Estrasburg
- Wolfgang Hannibal von Schrattenbach (18 de maig de 1712) – Cardenal prevere de S. Marcello; bisbe d'Olomouc; Protector d'Alemanya
- Giovanni Battista Tolomei, S.J. (18 de maig de 1712) – Cardenal prevere de S. Stefano al Monte Celio; Camarleng del Sacre Col·legi de Cardenals
- Benedetto Erba Odescalchi (January 30, 1713) – Cardenal prevere de SS. Nereo ed Achilleo; Arquebisbe de Milà
- Henri-Pons de Thiard de Bissy (29 de maig de 1715) – Cardenal prevere [sense títol assignat]; bisbe de Meaux
- Innico Caracciolo (29 de maig de 1715) – Cardenal prevere de S. Tommaso in Parione; bisbe d'Aversa
- Bernardino Scotti (29 de maig de 1715) – Cardenal prevere de S. Pietro in Montorio
- Niccolò Caracciolo (16 de desembre de 1715) – Cardenal prevere de S. Martino ai Monti; Arquebisbe de Càpua
- Giovanni Battista Patrizi (16 de desembre de 1715) – Cardenal prevere de SS. IV Coronati; Llegat a Ferrara
- Nicolò Gaetano Spinola (16 de desembre de 1715) – Cardenal prevere de S. Sisto
- Giberto Bartolomeo Borromeo (15 de març de 1717) – Cardenal prevere de S. Alessio; bisbe de Novara; Patriarca Llatí d'Antioquia
- Imre Csáky (29 de novembre de 1717) – Cardenal prevere [sense títol assignat]; Arquebisbe de Kalocsa-Bács
- Giorgio Spinola (29 de novembre de 1719) – Cardenal prevere de S. Agnese fuori le mura
- Cornelio Bentivoglio (29 de novembre de 1719) – Cardenal prevere de S. Girolamo degli Schiavoni; Llegat a la Romanya
- Thomas Philip Wallrad de Hénin-Liétard d'Alsace (29 de novembre de 1719) – Cardenal prevere [sense títol assignat]; Arquebisbe de Mechelen
- Giovanni Francesco Barbarigo (29 de novembre de 1719) – Cardenal prevere [sense títol assignat]; bisbe de Brescia
- Michael Friedrich Althan (29 de novembre de 1719) – Cardenal prevere de S. Sabina; bisbe de Vác
- Giovanni Battista Salerni, S.J. (29 de novembre de 1719) – Cardenal prevere de S. Prisca[2]
- Álvaro Cienfuegos Villazón, S.J. (30 de setembre de 1720) – Cardenal prevere de S. Bartolomeo all'Isola; bisbe de Catània
- Benedetto Pamphili, O.S.Io.Hieros. (1 de setembre de 1681) – Cardenal diaca de S. Maria in Via Lata; cardenal protodiaca del Sacre Col·legi de Cardenals; bibliotecari de la Santa Església Romana; Arxipreste de la basílica patriarcal laterana; Prefecte del Tribunal del Signatura Apostòlica de Gràcia
- Pietro Ottoboni (7 de novembre de 1689) – Cardenal diaca de S. Lorenzo in Damaso; Vice-Canceller de la Santa Església Romana; Arxipreste de la basílica patriarcal liberiana; Cardenal protector del Regne de França
- Giuseppe Renato Imperiali (13 de febrer de 1690) – Cardenal diaca de S. Giorgio in Velabro; Prefecte de la Sagrada Congregació del Bon Govern; Prefecte de la Sagrada Congregació de la Disciplina Religiosa
- Lorenzo Altieri (13 de febrer de 1690) – Cardenal diaca de S. Agata in Suburra
- Carlo Colonna (17 de maig de 1706) – Cardenal diaca de S. Angelo in Pescheria
- Annibale Albani (23 de desembre de 1711) – Cardenal diaca de S. Maria in Cosmedin; Camarlenc de la Santa Església Romana; Arxipreste de la basílica patriarcal vaticana; Governador de Frascati i Castelgandolfo; Cardenal protector de Regne de Polònia; ambaixador d'Àustria davant la Santa Seu
- Curzio Origo (18 de maig de 1712) – Cardenal diaca de S. Eustachio
- Damian Hugo Philipp von Schönborn (30 de gener de 1713) – Cardenal diaca de S. Nicola in Carcere Tulliano; bisbe d'Espira
- Fabio Olivieri (6 de maig de 1715) – Cardenal diaca de SS. Vito e Modesto; Secretari dels breus apostòlics
- Giulio Alberoni (29 de novembre de 1717) – Cardenal diaca de S. Adriano; bisbe de Màlaga

Quaranta quatre electors havien estat creats per Climent XI, cinc per Innocenci XII, cinc per Alexandre VIII, un per Innocenci XI (Pamphili) i un per Climent X (Orsini).

### Cardenals absents
Dotze cardenals no van assistir a l'elecció:
- Galeazzo Marescotti (27 de maig de 1675) – Cardenal prevere deS. Lorenzo in Lucina; cardenal protoprevere del Sacre Col·legi de Cardenals
- Louis-Antoine de Noailles (21 de juny de 1700) – Cardenal prevere de S. Maria sopra Minerva; arquebisbe de Paris
- Lorenzo Fieschi (17 de maig de 1706) – Cardenal prevere de S. Maria della Pace; arquebisbe de Gènova
- Christian August von Sachsen-Zeitz (17 de maig de 1706) – Cardenal prevere [sense títol assignat]; arquebisbe d'Esztergom; Administrador de Györ; Cardenal-protector d'Alemanya; Canceller Suprem del Regne d'Hongria
- Nuno da Cunha e Attaíde (18 de maig de 1712) – Cardenal prevere [sense títol assignat]; Inquisidor General de l'Inquisició Portuguesa; bisbe titular de Targa
- Léon Potier de Gesvres (29 de novembre de 1719) – Cardenal prevere [sense títol assignat]; arquebisbe de Bourges
- François de Mailly (29 de novembre de 1719) – Cardenal prevere [sense títol assignat]; arquebisbe de Reims
- Luis Antonio Belluga y Moncada (29 de novembre de 1719) – Cardenal prevere [sense títol assignat]; bisbe de Cartagena
- José Pereira de la Cerda (29 de novembre de 1719) – Cardenal prevere [sense títol assignat]; bisbe de Faro
- Carlos de Borja-Centelles y Ponce de León (30 de setembre de 1720) – Cardenal prevere [sense títol assignat]; Patriarca de les Índies Occidentals; arquebisbe titular de Trebizond
- Melchior de Polignac (18 de maig de 1712) – Cardenal diaca [sense diaconia assignada]
- Carlo Maria Marini (29 de maig de 1715) – Cardenal diaca de S. Maria in Aquiro

Tots els absents havien estat creats per Climent XI, llevat de Marescotti, que havia estat creat cardenal per Climent X, i de Noailles, que ho havia estat per Innocenci XII.

## Les divisions al Col·legi Cardenalici
El Col·legi de Cardenals estava dividit en quatre faccions, dues polítiques i dues curials. La facció imperial, la facció més forta al Sacre Col·legi, estava encapçalada pel ministre imperial Althan; la seva força es va estimar entre vint i vint vots. Ells representaven els interessos de Carles IV, sacre emperador romà.
La facció dels Borbons, el grup de cardenals que defensaven els interessos de les dues potències catòliques governades pels reis borbons - França i Espanya - incloïa onze o dotze cardenals. Representaven els interessos de Lluís XV de França i Felip V d'Espanya.
El partit Clementí formava la tercera facció; Annibale Albani, cardenal-nebot de Climent XI, va ser líder del grup de cardenals creats pel seu oncle. S'estimava el seu nombre entre vuit i quinze. Finalment, els Zelanti, formaven el grup de cardenals que s'oposaven a les influències seculars en l'Església. El seu líder era el cardenal Fabroni. La seva força s'estimava entre sis i dotze vots.
En general s'esperava que les dues faccions curials, la clementina i els zelanti, unirien les seves forces en el conclave.

### ElsPapabili
Fins a trenta cardenals van ser considerats papabili però entre ells Francesco Pignatelli va ser considerat com el favorit de tots. Estava recolzat per Àustria i tenia també molts adeptes entre els Zelanti. Annibale Albanidonava suport oficialment el candidat d'Àustria, però en realitat volia triar a Fabrizio Paolucci, secretari d'Estat del seu oncle. Altres candidats amb possibilitats serioses per a l'elecció eren Corsini, Tanara, Conti, Pamphili, Barbarigo i Gozzadini.

### Els Cardenals excomunicats
En el moment de la mort del papa Climent XI dos cardenals, Giulio Alberoni i Louis-Antoine de Noailles, estaven excomunicats. Es va decidir, però, que havien de ser convidats al conclave. El cardenal Noailles va excusar-se a causa de l'edat avançada i la mala salut.
Un altre problema concernia el vicecanceller cardenal Ottoboni, i és que encara no havia estat ordenat. Però eventualment també se li va permetre participar en el conclave.

## El Conclave
Només quaranta-tres cardenals van entrar al conclave el 31 de marçPel 9 d'abril, el nombre d'electors només havia arribat als quaranta.Els dos darrers cardenals Thomas Philip Wallrad de Hénin-Liétard d'Alsace i Damian Hugo Philipp von Schönborn no van arribar fins al 7 de maig.
El cardenal Annibale Albani, aprofitant el petit nombre d'electors (sobretot cardenals de la cúria creats pel seu oncle), va tractar d'aconseguir una ràpida elecció del seu candidat, Fabrizio Paolucci. En el primer escrutini dut a terme l'1 d'abril al matí Paolucci va rebre vuit vots en la votació i dos addicionals als accessus. En el segon escrutini de la tarda del mateix dia, Paolucci va quedar a només tres vots de ser elegit. Però en aquest moment el cardenal Althan (l'únic cardenal de la corona present en els primers escrutinis), en el nom de l'emperador Carles VI pronuncià l'exclusió oficial contra Paolucci.
El veto imperial va ser molt reeixit. El 2 d'abril al matí ni un sol vot va caure al cardenal secretari d'Estat. Aquell mateix dia el cardenal francès Rohan va entrar en el conclave i agraí a Althan la seva acció contra Paolucci.
Durant l'abril es van proposar diversos candidats - Spada, Gozzadini, Cornaro, Caracciolo - però cap d'ells havia estat capaç d'assegurar un suport important. El 20 d'abril el cardenal Cienfuegos va arribar amb les noves instruccions de la Cort Imperial. Al final d'aquest mes es va fer evident que les millors possibilitats per a l'elecció era ser el cardenal Conti, proposat per la facció francesa. El 25 d'abril Conti va obtenir set vots. La facció imperial, però, segueix sent esperat per l'arribada del seu candidat principal Pignatelli, i tenia instruccions per votar per Conti només en última instància. Però quan Pignatelli eventualment es va unir als electors l'1 de maig, Espanya va excloure oficialment la seva candidatura. La caiguda de Pignatelli va ser decisiva: la facció imperial, admetent la impossibilitat d'elegir el seu candidat, acceptà votar per Conti. En els dies posteriors les faccions de la cúria també va prometre el seu suport a Conti.

### Elecció del Papa Inocenci XIII
El 8 de maig al matí, en la 75a votació, el cardenal Michelangelo de' Conti va ser elegit Papa, rebent cinquanta-quatre vots d'un total de cinquanta-cinc. L'únic vot en contra va ser el seu propi, que el donà a Sebastiano Antonio Tanara, degà del Col·legi de Cardenals.Va acceptar la seva elecció i va prendre el nom d'Innocenci XIII, en honor del papa Innocenci III, també de la família Conti. Una mica més tard, el cardenal Protodiaca Benedetto Pamphili va anunciar la seva elecció al poble de Roma amb l'antiga fórmula Habemus Papam,i el 18 de maig va ser coronat solemnement a les escales de la basílica patriarcal vaticana.